# Nahuel Huapí nationalpark
Nahuel Huapí nationalpark (spanska: Parque Nacional Nahuel Huapí) är en nationalpark i Argentina.   Den ligger i provinsen Río Negro, i den sydvästra delen av landet, 1 400 km sydväst om huvudstaden Buenos Aires. Nahuel Huapí nationalpark ligger 904 meter över havet. Den ligger vid sjön Nahuel Huapí.
Terrängen i Nahuel Huapí nationalpark är kuperad norrut, men söderut är den platt. Runt Nahuel Huapí nationalpark är det ganska glesbefolkat, med 24 invånare per kvadratkilometer.. Närmaste större samhälle är Villa Catedral, 19,3 km söder om Nahuel Huapí nationalpark. 
Medelhavsklimat råder i trakten. Årsmedeltemperaturen i trakten är 7 °C. Den varmaste månaden är februari, då medeltemperaturen är 14 °C, och den kallaste är augusti, med −2 °C. Genomsnittlig årsnederbörd är 1 133 millimeter. Den regnigaste månaden är juni, med i genomsnitt 183 mm nederbörd, och den torraste är november, med 36 mm nederbörd.
Nationalparken inrättades den 1 februari 1904.